# Saint-Quentin-les-Anges

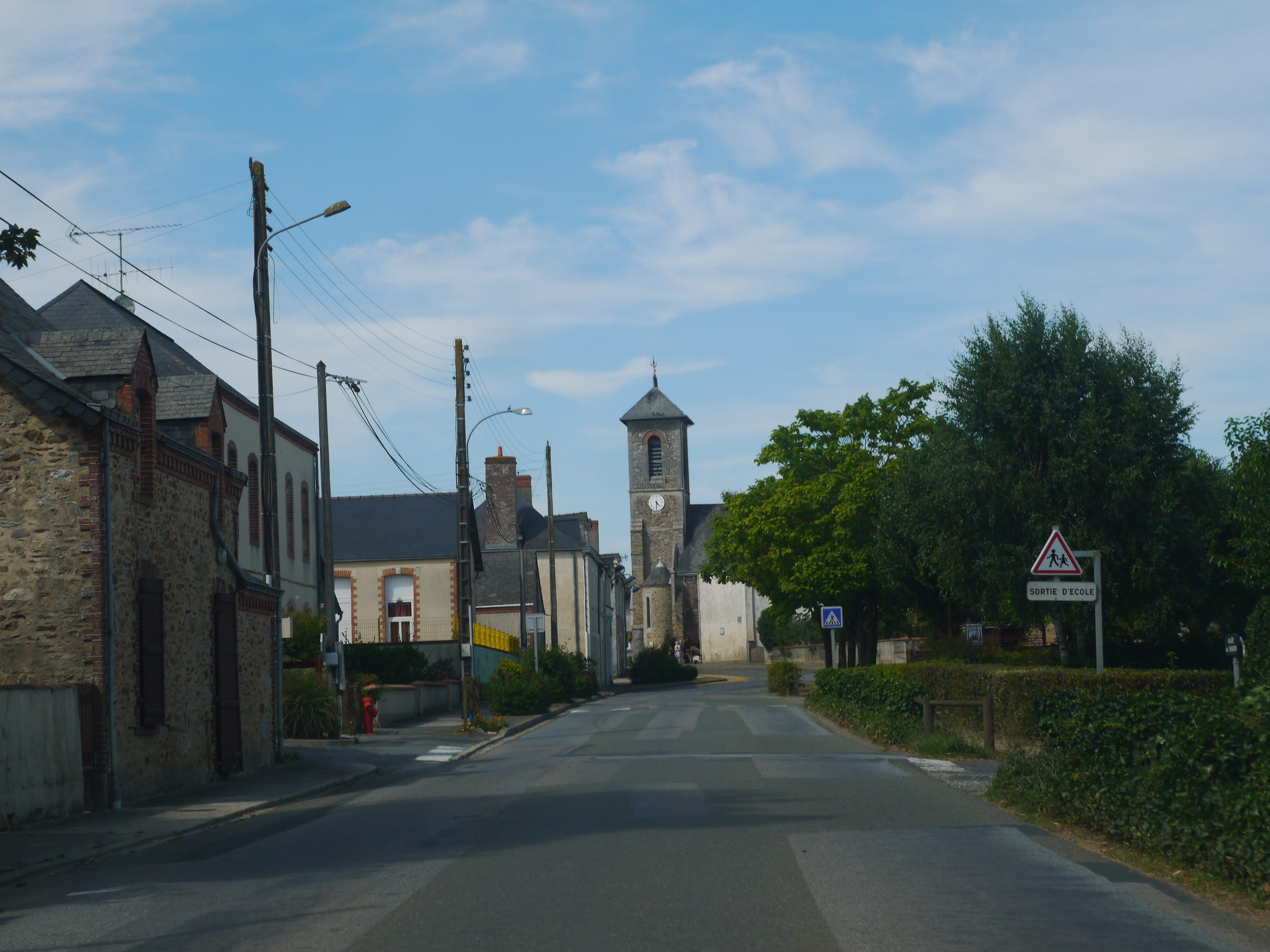
Saint-Quentin-les-Anges (2015)

Saint-Quentin-les-Anges ist eine französische Gemeinde mit 475 Einwohnern (Stand 1. Januar 2022) im Département Mayenne in der Region Pays de la Loire; sie gehört zum Arrondissement Château-Gontier und zum Kanton Château-Gontier. Die Gemeinde liegt zehn Kilometer von Craon, zehn Kilometer von Segré und 20 Kilometer von Château-Gontier entfernt. Einwohner der Gemeinde werden Saint-Quentinoises genannt.

## Geschichte
Saint-Quentin gehörte im Mittelalter zum Schloss Mortiercrolles (Monument historique).

### Bevölkerungsentwicklung
- 1962: 548
- 1968: 594
- 1975: 451
- 1982: 422
- 1990: 397
- 1999: 376
- 2009: 401
- 2019: 464

## Sehenswürdigkeiten
- Schloss Mortiercrolles

## Persönlichkeiten
- Pierre I. de Rohan (1451–1513), Marschall von Frankreich
- Anne de Rohan (1606–1685)